# دانشگاه دولتی آکاکی تسرتلی
دانشگاه دولتی آکاکی تسرتلی (به لاتین: Akaki Tsereteli State University) یک دانشگاه در گرجستان است که در کوتائیسی واقع شده‌است.